# Android Froyo
Android "Froyo" (укр. заморожений йогурт) — шоста версія і кодова назва мобільної операційної системи Android, розробленої Google, що охоплює версії між 2.2 та 2.2.3. Ці версії більше не підтримуються. Він був оприлюднений 20 травня 2010 року під час конференції Google I/O 2010. 
Одними з найпомітніших змін у випуску Froyo були з'єднання через USB та функціональна точка доступу Wi-Fi. Інші зміни включають підтримку служби Android Cloud to Device Messaging (C2DM), що уможливлює push-сповіщення, додаткові покращення швидкості додатків, що реалізуються за допомогою компіляції JIT та відображаються в додатках у вигляді банерів верхнього екрана.
Підтримка версії операційної системи Android була припинена у 2014 році. А з 2021 року підтримка була припинена повністю і з 27 вересня Google заборонила вхід в облікові записи.

## Особливості
- Оптимізація швидкості, пам'яті та продуктивності.[4]
- Додаткові покращення швидкості додатків, що використовують JIT-компіляцію.[3]
- Інтеграція до браузера JavaScript-рушія V8, раніше реалізованого в Chrome.
- Підтримка сервісу Android Cloud to Device Messaging (C2DM), що уможливлює push-сповіщення.
- Покращена підтримка Microsoft Exchange, з політикою безпеки включно, автоматичне відкриття, пошук GAL, синхронізація календаря та віддалена робота.
- Поліпшено запуск через ярлики застосунків телефону і браузера, що знаходяться знизу.
- Зв'язування через USB та функціональну точку доступу Wi-Fi.[2]
- Можливість відключення доступу до даних через мобільну мережу.
- Оновлений додаток Market із функціями пакетного та автоматичного оновлення.
- Швидке перемикання між декількома мовами клавіатури та їхніми словниками.
- Підтримка автомобілів з Bluetooth та настільних док-станцій.
- Підтримка числових та літерно-цифрових паролів.
- Підтримка полів для завантаження файлів у додатку Браузер.[5]
- Тепер браузер показує всі кадри анімованих GIF, а не лише перший кадр.
- Підтримка встановлення програм у розширену пам'ять.
- Підтримка Adobe Flash,[6] пізніше вилучена у 2.2.3.
- Підтримка екранів з надвисокою роздільною здатністю 320 dpi, таких як 4-дюймовий екран з роздільною здатністю 720p.[7]
- Представлено розширення файлу .asec.
- Галерея дозволяє користувачам переглядати стеки зображень за допомогою жесту збільшення.
- Додано JavaScript-переривник у вигляді VB 4, пізніше видалений у 2.2.3.